# Arsen biokemi
Arsen biokemi omfatter mikroorganismer, som kan leve i høj koncentration af arsen, og selv da finde nok fosfor i miljøet til celle- og DNA-strukturer.

Det udforskes i øjeblikket af geomikrobiologer med organismer fra Mono Lake, en basisk (pH=10) saltsø lokaliseret i det østlige Californien.

## Forskning
Dr. Felisa Wolfe-Simon fra US Geological Survey i Menlo Park, Californien har forsket i en arsen-tolerante encellet livsform kaldet GFAJ-1 fra Mono Lake. GFAJ-1, dyrket i laboratoriet i et kunstigt, fosfor-underernæret miljø, viser tegn på succesfuld overlevelse på trods af høj koncentration af arsen i deres miljø.
 Andre forskere er mere skeptiske; mikrobiologen Rosemary Redfield mener, at fundet kan være resultat af en fejl i måden, forsøget blev udført på.
GFAJ-1 er en ekstremofil mikrobe i Halomonadaceae-familien.

## Opdagelse
NASA annoncerede ved en pressekonference den 2. december 2010, ifølge BBC, opdagelsen af en organisme, som anvender arsen i dens cellulære strukturer og DNA, men denne konklusion er senere blevet afvist.

Yderligere forskning i arsen-baseret livs celler, DNA, RNA og genom vil følge.

Dette ville have været den første opdagelse af liv, som er i stand til erstatte en af de "6 store" grundstoffer i arvemassen og cellulære strukturer.

Senere forsøg har ikke kunnet eftervise det første forsøgsresultat – der var tale om fosforforurening fra laboratoriet.